# One Size Fits All
| 전문가 평가              | 전문가 평가 |
| 평가 점수                | 평가 점수   |
| 출처                     | 점수        |
| ------------------------ | ----------- |
| AllMusic                 | [ 1 ]       |
| Christgau's Record Guide | C+          |
| Kerrang!                 | [ 3 ]       |

《One Size Fits All》은 1975년 6월 25일에 발매된 프랭크 자파와 마더스 오브 인벤션의 음반이다. 이 음반은 이 밴드의 열 번째이자 마지막 스튜디오 음반이다. 이 음반의 특별한 4채널 쿼드러포닉 버전은 광고되었지만 발매되지는 않았다.

## 밴드
이 음반에는 조지 듀크, 체스터 톰슨, 루스 언더우드, 톰 파울러, 나폴레옹 머피 브록과 함께 1974년 여름/가을의 마더스 오브 인벤션 라인업이 수록되어 있다. 한 트랙에는 베이시스트 제임스 "버드레그스" 유만이 등장하는데, 유만은 투어를 하던 중 베이시스트가 손이 부러졌을 때 파울러를 위해 자리를 지켰다.

## 내용
이 음반에는 자파의 가장 복잡한 트랙 중 하나인 〈Inca Roads〉가 수록되어 있다. 자파의 영웅 중 한 명인 조니 "기타" 왓슨은 두 트랙(〈San Ber'dino〉와 〈Andy〉의 아웃코러스에서 "플람베" 보컬)에 게스트로 참여했다. 캡틴 비프하트도 가명으로 참여했다.
자파는 라이너 노트에서 음반이 다음 음반과 동시에 녹음되었지만, 이 "다음 음반"은 1975년 5월부터 비프하트와 함께 라이브 녹음으로 구성된 《Bongo Fury》로 대체될 것이라고 말했다. 자파가 1975년 4월 라디오 인터뷰에서 한 코멘트를 보면, 미발매된 다음 음반에는 3년 후 《Studio Tan》에 처음 등장한 〈Greggery Peccary〉가 포함되어 있었을 것으로 보인다.

## 곡 목록
모든 곡들은 프랭크 자파에 의해 작사/작곡하였다.
| #  | 제목                      | 재생 시간 |
| -- | ------------------------- | --------- |
| 1. | 〈Inca Roads〉            | 8:45      |
| 2. | 〈Can't Afford No Shoes〉 | 2:38      |
| 3. | 〈Sofa No. 1〉            | 2:39      |
| 4. | 〈Po-Jama People〉        | 7:39      |

| #  | 제목                       | 재생 시간 |
| -- | -------------------------- | --------- |
| 5. | 〈Florentine Pogen〉       | 5:27      |
| 6. | 〈Evelyn, A Modified Dog〉 | 1:04      |
| 7. | 〈San Ber'dino〉           | 5:57      |
| 8. | 〈Andy〉                   | 6:04      |
| 9. | 〈Sofa No. 2〉             | 2:42      |